# Bound to Vengeance
Bound to Vengeance és una pel·lícula estatunidenca de terror-thriller del 2015 sobre una dona que escapa del seu confinament en un soterrani per un depredador sexual. La pel·lícula es va estrenar el 23 de gener de 2015 al Festival de Cinema de Sundance.

## Argument
La Lea ha estat segrestada fa un temps per Phil, un torturador que la viola i la tortura, filmant-ho tot i passant-ho als clients. Entre els seus últims records hi ha la història d'amor amb Ronnie, un noi del qual recorda sobretot els moments en què li va fer vídeos per divertir-se. i la recent mort d'un dels seus companys de cel·la. Quan de sobte aconsegueix alliberar-se, la Lea s'apodera del seu atormentador i decideix inicialment deixar-lo morir. No obstant això, quan descobreix que és només una de les moltes noies segrestades amb el mateix propòsit, la Lea fa una corretja casolana, roba l'arma de Phil i decideix ser acompanyada de les altres víctimes per salvar-les. La primera noia està aterrida i fuig tan bon punt és alliberada, acabant així morint accidentalment. La segona noia, Eve, resulta que pateix la síndrome d'Estocolm i intenta matar a Lea, que però aconsegueix superar-la i mantenir el control sobre Phil.
Després de la mort de les dues primeres noies, la Lea sembla decidida a matar en Phil: aquest últim promet que no té més sorpreses reservades i la porta a la Laura, que momentàniament no és observada pels seus atormentadors. La Lea aconsegueix alliberar-la, després de la qual cosa les dues noies juntes maten els segrestadors de Laura, que mentrestant han tornat. A la Laura també li agradaria matar en Phil i tornar a la seva vida immediatament, però la Lea la convenç de seguir endavant i salvar les noies desaparegudes. Mentrestant, la Lea continua tenint flashbacks sobre en Ronnie i el mateix Phil parla del nen gairebé com si el conegués. La Lea i la Laura són traslladades a un lloc on moltes noies immigrants estan empresonades: decideixen aprofitar un telèfon per contactar amb la policia; La Laura es queda allà amb les noies, la Lea torna a en Phil i descobreix que l'home ha estat alliberat.
La Lea és doncs atacada pel mateix home que s'encarregava de vigilar les noies: l'home li agafa l'arma i Phil l'incita a disparar-li, però Laura intervé just abans que sigui massa tard i també mata el nouvingut. Després d'haver recuperat el control sobre Phil, la Lea amenaça amb matar-lo de nou: llavors l'home li revela l'existència d'una xarxa molt més gran i organitzada per a la qual es va veure obligat a treballar a causa dels seus problemes econòmics, així com una darrera llar que ella seria capaç de revelar-li un darrer tros de la veritat. Aquí la noia descobreix que Ronnie és l'últim torturador que manté una noia presonera: llavors s'adona de com els vídeos filmats pel noi amb la seva càmera de vídeo eren una mena d'audició a través de la qual Lea havia estat seleccionada per ser segrestada i sotmesa a violència.
La Lea obliga a la Ronnie a donar-li l'adreça de casa de Phil, i després mata el noi. Després de descobrir el que acaba de passar, Phil comença a suplicar a la Lea que deixi en pau als seus éssers estimats, continuant suplicant en va durant tota la durada del viatge. Un cop arriba al seu destí, la Lea no mata la dona i la filla de l'home, sinó que fa que les dues, ambdues desconeixen la veritable professió de Phil, es trobin amb el seu cos ferit i sagnant. En marxar, la Lea recupera la possessió d'un darrer i terrible record: la seva companya de cel·la que va morir fa poc era Dylan, la seva germana, també atreta per Ronnie.

## Repartiment
- Richard Tyson com a Phil
- Bianca Malinowski com a Lea
- Kristoffer Kjornes com a Ronnie (com a Kris Kjornes)
- Dustin Quick com a Laura
- Stephanie Charles com a Nina

## Llançament
Bound to Vengeance es va estrenar al Festival de Cinema de Sundance el 23 de gener de 2015, i es va mostrar al Festival de Cinema d'Imagine, Berlin Fantasy Filmfest més tard aquell mateix any. El 26 de juny de 2015 la pel·lícula va tenir una estrena limitada a les sales als Estats Units abans de la seva estrena als mitjans domèstics l'11 de novembre del mateix any, també als Estats Units.

## Recepció
La recepció de la crítica de Bound to Vengeance ha estat negativa. A Rotten Tomatoes la pel·lícula té un índex d'aprovació del 25% basat en 12 ressenyes.A Metacritic, té una puntuació de 27 sobre 100 segons les ressenyes de 5 crítics. Les crítiques habituals a la pel·lícula es van centrar en la seva violència i història, que Slant Magazine considera que "banalitza el trauma de les víctimes en tractar els millors plans del seu personatge principal com a pinso punchline." Un revisor de TheFrightFile.com va comentar que la pel·lícula "capta l'atenció, però no la fe, explicar una història que simplement té massa forats per comprar-la.”
En canvi, Cinema Crazed va donar una opinió més favorable i va comentar que la pel·lícula seria polaritzadora, que seria millor atractiu per a un nínxol de públic i que era un exemple entretingut de cinema d'explotació de venjança. L’editor de Shock Till You Drop Chris Alexander va escriure una ressenya mixta, escrivint "No estic segur de si és una bona pel·lícula, però és ajustada, tensa, mai avorrida i ofereix algunes desviacions agradables del programador de venjança habitual, prou que segur que la puc recomanar com una mica bruta pèrdua de temps."